# Königswald (Cornberg)
Königswald ist einer von drei Ortsteilen der Gemeinde Cornberg im osthessischen Landkreis Hersfeld-Rotenburg.

## Geographie
Der Ort liegt im nordöstlichen Hessen an der Sontra, die westlich des Ortes entspringt.

## Geschichte

### Ortsgeschichte
Die älteste bekannte schriftliche Erwähnung von Königswald erfolgte im Jahr 1351.
Am 1. August 1972 wurde die bis dahin selbständige Gemeinde Königswald im Zuge der Gebietsreform in Hessen kraft Landesgesetz in die Gemeinde Cornberg eingegliedert.
Für Königswald wurde ein Ortsbezirk mit Ortsbeirat und Ortsvorsteher nach der Hessischen Gemeindeordnung eingerichtet.

### Bevölkerung
Einwohnerstruktur 2011
Nach den Erhebungen des Zensus 2011 lebten am Stichtag dem 9. Mai 2011 in Königswald 195 Einwohner. Darunter waren 3 (1,5 %) Ausländer.
Nach dem Lebensalter waren 27 Einwohner unter 18 Jahren, 84 waren zwischen 18 und 49, 45 zwischen 50 und 64 und 39 Einwohner waren älter.
Die Einwohner lebten in 78 Haushalten. Davon waren 18 Singlehaushalte, 21 Paare ohne Kinder und 33 Paare mit Kindern, sowie 6 Alleinerziehende und 3 Wohngemeinschaften. In 12 Haushalten lebten ausschließlich Senioren/-innen und in 48 Haushaltungen leben keine Senioren/-innen.
Einwohnerentwicklung 
| Königswald: Einwohnerzahlen von 1834 bis 2011 | Königswald: Einwohnerzahlen von 1834 bis 2011 | Königswald: Einwohnerzahlen von 1834 bis 2011 | Königswald: Einwohnerzahlen von 1834 bis 2011 | Königswald: Einwohnerzahlen von 1834 bis 2011 |
| --- | --------------------------------------------- | --------------------------------------------- | --------------------------------------------- | --------------------------------------------- |
| Jahr |                                               |                                               |                                               | Einwohner                                     |
| 1834 | 1834                                          |                                               | 414                                           | 414                                           |
| 1840 | 1840                                          |                                               | 458                                           | 458                                           |
| 1846 | 1846                                          |                                               | 460                                           | 460                                           |
| 1852 | 1852                                          |                                               | 474                                           | 474                                           |
| 1858 | 1858                                          |                                               | 396                                           | 396                                           |
| 1864 | 1864                                          |                                               | 403                                           | 403                                           |
| 1871 | 1871                                          |                                               | 369                                           | 369                                           |
| 1875 | 1875                                          |                                               | 344                                           | 344                                           |
| 1885 | 1885                                          |                                               | 324                                           | 324                                           |
| 1895 | 1895                                          |                                               | 352                                           | 352                                           |
| 1905 | 1905                                          |                                               | 360                                           | 360                                           |
| 1910 | 1910                                          |                                               | 351                                           | 351                                           |
| 1925 | 1925                                          |                                               | 340                                           | 340                                           |
| 1939 | 1939                                          |                                               | 343                                           | 343                                           |
| 1946 | 1946                                          |                                               | 545                                           | 545                                           |
| 1950 | 1950                                          |                                               | 562                                           | 562                                           |
| 1956 | 1956                                          |                                               | 355                                           | 355                                           |
| 1961 | 1961                                          |                                               | 341                                           | 341                                           |
| 1967 | 1967                                          |                                               | 288                                           | 288                                           |
| 1970 | 1970                                          |                                               | 273                                           | 273                                           |
| 1980 | 1980                                          |                                               | ?                                             | ?                                             |
| 1990 | 1990                                          |                                               | ?                                             | ?                                             |
| 2000 | 2000                                          |                                               | ?                                             | ?                                             |
| 2011 | 2011                                          |                                               | 414                                           | 414                                           |
| Datenquelle: Historisches Gemeindeverzeichnis für Hessen: Die Bevölkerung der Gemeinden 1834 bis 1967. Wiesbaden: Hessisches Statistisches Landesamt, 1968. Weitere Quellen: LAGIS; Zensus 2011 |                                               |                                               |                                               |                                               |

Religionszugehörigkeit
| • 1885: | 317 evangelische (= 97,84 %), kein katholischer (= 0,16 %), 7 anderes christliche-konfessioneller (= 2,16 %) Einwohner |
| • 1961: | 320 evangelische (= 93,84 %), 11 katholischer (= 3,23 %) Einwohner                                                     |

## Vereine
Im Dorf gibt es folgende Vereine:
- Landfrauenverein Königswald
- Freiwillige Feuerwehr Königswald
- Schützenverein Königswald 2000
- Jugendraum Königswald
- Wir für Königswald e. V.
- Vereinsgemeinschaft Königswald